# When Your Flesh Screams
When Your Flesh Screams (UT: Cuando tu Carne Grite Basta) ist ein argentinischer Rape-and-Revenge-Film von Regisseur und Drehbuchautor Guillermo Martínez.

## Handlung
Martina, eine Biologiestudentin, ist in die Provinz gezogen, um dort seltene Pflanzenarten zu erforschen. Seit Tagen hat sie schon nichts mehr von ihrem Freund gehört. Bei einem Ausflug wird sie von ihrem Nachbarn und einem zwielichtig erscheinenden Typen mitgenommen. Die beiden täuschen eine Autopanne vor und entführen Martina.
Martina kommt auf dem Anwesen eines Drogenhändlers wieder zu Bewusstsein, wo gerade ein abtrünniges Gangmitglied ermordet wurde. Auch ihr Freund ist da, der von einem der Typen vergewaltigt und anschließend ermordet wird.
Der Chef der Bande hat sie sich auserkoren und vergewaltigt sie auf brutalste Weise. Anschließend sollen seine zwei Partner ihre Leiche loswerden. Sie fahren mit der noch lebenden Martina in den Wald, wo sie erneut vergewaltigt und außerdem noch angepinkelt wird. Im Glauben, dass sie tot sei, lassen die Drogenhändler sie zurück.
Ein Fremder liest sie jedoch auf und pflegt sie wieder gesund. Daraufhin startet sie ihre Rache und tötet einen Peiniger nach dem anderen.

## Hintergrund
When Your Flesh Screams ist der Debütfilm des argentinischen Regisseurs Guillermo Martínez (nicht identisch mit Guillermo Martínez, obwohl verschiedene Quellen dies behaupten). Als Hauptdarstellerin wählte er Victoria Witemburg, die bereits in I’ll Never Die Alone (2008) eine ähnliche Rolle bekleidete. Der Film ist im Wesentlichen inspiriert von Meir Zarchis Ich spuck auf dein Grab (1978) und Wes Cravens Das letzte Haus links (1972).
Der Film wurde am 11. Oktober 2015 auf dem Festival de Cine Inusual de Buenos Aires uraufgeführt. Es folgte eine Vorführung auf dem Córdoba International Horror Film Festival elf Tage später.
In den USA erfolgte am 12. Oktober 2015 eine Veröffentlichung in diversen Formaten, unter anderem als limitierte VHS-Version. Im deutschsprachigen Raum erschien der Film erstmals am 18. Dezember 2016 über das niederländische Uncut-Label Extreme im Mediabook mit eingeheftetem Booklet. Diese Veröffentlichung ist in Deutschland jedoch seit 2021 indiziert.